# Roland Fairbairn McWilliams
Roland Fairbairn McWilliams est un homme politique canadien, Lieutenant-gouverneur de la province du Manitoba de 1940 à 1953.
Il épouse Margaret Stovel McWilliams, journaliste et militante féministe, première présidente de la Fédération canadienne des femmes diplômées des universités.